# یاهاتا، فوکوئوکا

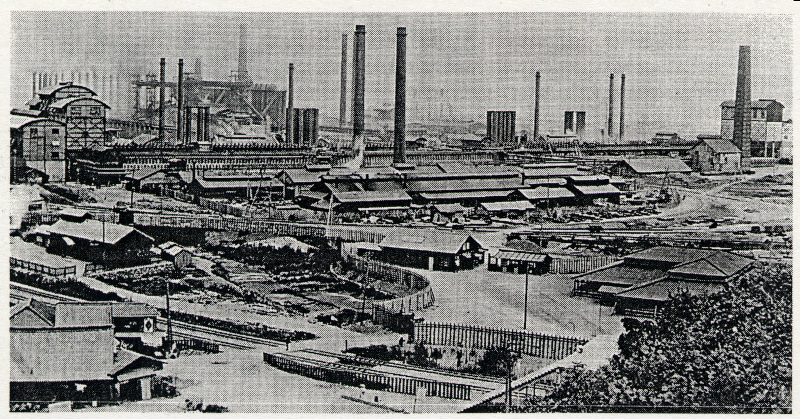
کارخانه فولاد یاهاتا در دوره تایشو

یاهاتا، فوکوئوکا (انگلیسی: Yahata, Fukuoka) شهری در ژاپن بود تا اینکه در سال ۱۹۶۳ در شهر تازه ایجاد شده کیتاکیوشو، فوکوئوکا جذب شد. منطقه قبلی آن تا سال ۲۰۰۷ بخشی از دو بخش مجزا است: یاهاتا هیگاشی-کو و یاهاتا نیشی-کو.